# بهرام جوبين
بهرام جوبين (توفي 591 م) (بالفارسية الوسطى: 𐭥𐭫𐭧𐭫𐭠𐭭) المعروف أيضًا بلقبه مهربندك («خادم ميثرا») ، كان أحد النبلاء وجنرال وزعيم سياسي للإمبراطورية الساسانية المتأخرة وحاكمها لفترة وجيزة تحت اسم بهرام السادس (حكم من 590-591).
كان بهرام هو نجل الجنرال بهرام غوشناسب الذي ينحدر من عائلة مهران النبيلة، بدأ بهرام حياته المهنية كحاكم لمدينة الري، وتمت ترقيته إلى منصب قائد الجيش (بالفارسية: سباهبيد) في الأجزاء الشمالية الغربية من الإمبراطورية الساسانية بعد استيلاءه على مدينة دارا معقل البيزنطيين والقتال في الحرب البيزنطية الساسانية 572–591 . بعد الغزو الهائل الذي قام به تحالف الهياطلة - الأتراك للمناطق الساسانية الشرقية في عام 588، تم تعيينه كقائد للجيش في خراسان، وبدأ حملة عسكرية للتصدي للهجوم انتهت بشكل حاسم بنصر الساسانيين.
حصل بهرام على منصب رفيع في الإمبراطورية الساسانية بسبب أصوله النبيلة وشخصيته ومهاراته وإنجازاته. كان الملك الساساني (الشاه) هرمز الرابع (الذي حكم من 579-590) لا يثق في بهرام الجنرال ذي الشعبية المتزايدة فقام بتجريده من ألقابه وعزله من منصبه. بدأ بهرام تمردًا يهدف إلى إعادة تأسيس الإمبراطورية الفرثية التي كان يعتبرها «الأكثر شرعية»، واعتبر نفسه المخلص الموعود في ديانة الزرادشتية. قبل أن يصل بهرام إلى العاصمة الساسانية طسيفون، اغتيل هرمز الرابع من قبل فصيل آخر مناهض له بقيادة الأخوين فندوييه وفيستهم (اللذان ينحدران من عائلة إسباهبودان النبيلة) حيث قاما بتنصب ابنه كسرى الثاني ملكا على الإمبراطورية الساسانية.
عندما استولى بهرام على طسيفون، هرب كسرى الثاني إلى الإمبراطورية البيزنطية، وبمساعدة البيزنطيين شن كسرى الثاني حملة ضد بهرام الذي هُزم مع قواته المتفوقة في التعداد، لكن بهرام تمكن من الفرار إلى خاقانات التركية الغربية حيث استقبلوه بحفاوة. تم اغتياله بعد ذلك بوقت قصير بتحريض من كسرى الثاني الذي كان ملك الإمبراطورية الساسانية آنذاك.
استمر إرث بهرام بين القوميين الإيرانيين وكذلك في الأدب الفارسي حتى بعد الفتح العربي لفارس.

## حياته
كان بهرام ينحدر من عائلة مهران، وهي إحدى العائلات السبع الكبرى في إيران من أصل بارثي. استقرت العائلة في مدينة الري جنوب طهران (عاصمة إيران الحالية). كان والد بهرام هو (بهرام غوشناسب) وهو ضابط عسكري حارب البيزنطيين وقام بحملة في اليمن في عهد كسرى الأول (حكم 531-579). أما جد بهرام (جورجين ميلاد) فشغل منصب مرزبان (جنرال مقاطعة حدودية) لأرمينيا من عام 572 إلى 574. كان لدى بهرام ثلاثة أشقاء: غورديا وغوردويا وماردانسينا.

## الصعود إلى السلطة
بدأ بهرام مسيرته المهنية في الأصل كمرزبان (جنرال مقاطعة حدودية) لمدينة الري، في عام 572 قاد قوة من سلاح الفرسان وشارك في الحصار والإستيلاء على المعقل البيزنطي الرئيسي في دارا وتم ترقيته إلى قائد جيش (سبابيد) في «الشمال» لأدربادجان ومنطقة ميديا). بعد ترقيته خاض حملة طويلة غير حاسمة في 572-591 ضد البيزنطيين في شمال بلاد ما بين النهرين.

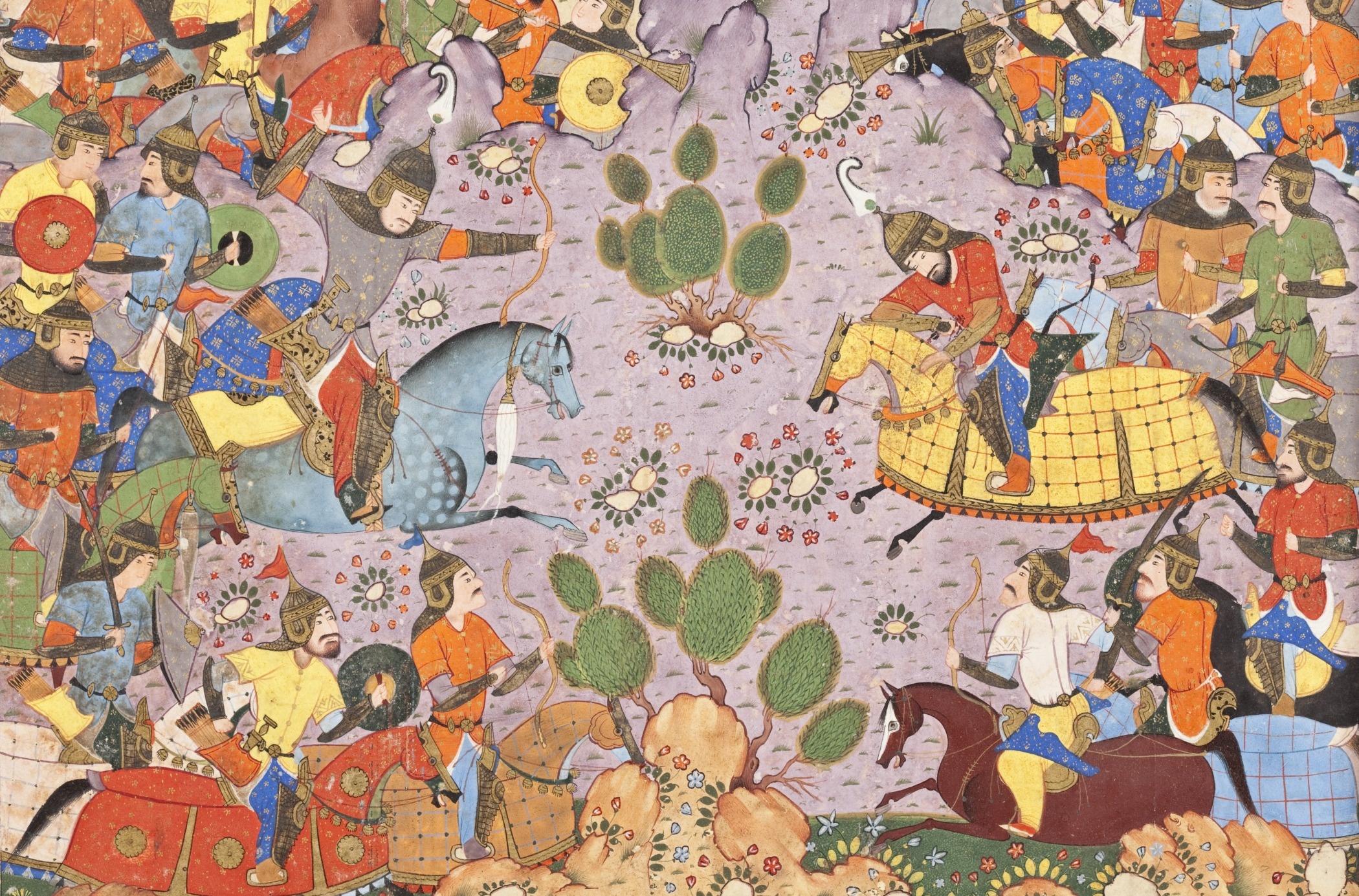
تصوير للمعركة بين بهرام وباغا قاغان.

في عام 588 قام الخاقان التركي باغا قاقان (المعروف باسم سابه / سابا في المصادر الفارسية) مع حلفاءه الهياطلة بغزو الأراضي الساسانية جنوب نهر أوكسوس، حيث هاجموا ودحروا الجنود الساسانيين المتمركزين في بلخ، ثم شرعوا في احتلال المدينة بالإضافة إلى مدن تالقان ، بادغيس، وهراة.
في مجلس الحرب، تم اختيار بهرام لقيادة جيش ضد (الأتراك- الهياطلة) وتعيينه في منصب والي خراسان. تكون جيش بهرام من 12000 فارس تم اختيارهم بعناية. في أبريل 588 نصب جيش بهرام كمينًا لجيش كبير من الأتراك والهياطلة في معركة سميت بـ (معركة صخرة هيركانيان)،  ومرة أخرى في عام 589 أعاد بهرام غزو بلخ، حيث استولى على الخزانة التركية والعرش الذهبي للخاقان ، ثم قام بعبور نهر أوكسوس وحقق نصرًا حاسمًا على الأتراك وقتل بنفسه باغا قاقان برمية سهام. تمكن بهرام من الوصول إلى منطقة بايكند بالقرب من بخارى، وصد هجومًا قام به بيرمودا ابن باغا قاقان حيث أسره بهرام وأرسله إلى العاصمة الساسانية طسيفون. استقبل الملك الساساني (الشاه) هرمز الرابع بيرمودا استقبالًا حسنا وأعاده بعد أربعين يومًا إلى بهرام وأمر بإعادته إلى بلاد ما وراء النهر. سيطر الساسانيون على مدن بلاد الصغد: طشقند وسمرقند، حيث كان العملات المعدنية تصك هناك.
بعد الانتصار الكبير الذي حققه بهرام على الأتراك أُرسل إلى القوقاز لصد غزو البدو (وربما الخزر) حيث انتصر عليهم. أصبح بهرام فيما بعد قائدًا للقوات الساسانية ضد البيزنطيين مرة أخرى، ونجح في هزيمة القوة البيزنطية في جورجيا. ومع ذلك، فقد عانى بعد ذلك من هزيمة طفيفة على يد الجيش البيزنطي على ضفاف نهر أراس. استخدم هرمز الرابع (الذي كان يغار من بهرام) هذه الهزيمة كذريعة لإقالته من منصبه وإهانته.
وبحسب مصدر آخر، فإن بهرام كان محل غيره بعد انتصاره على الأتراك. قيل أن وزير هرمز (آزن غوشناسب) كان يشعر بالغيرة من بهرام، واتهمه بالاحتفاظ بأفضل جزء من غنائم المعركة لنفسه وإرسال جزء صغير فقط إلى هرمز. لكن وفقًا لمصادر أخرى، فإن بيرمودا أو رجال الحاشية هم من أثار شكوك هرمز. بغض النظر، لم يستطع هرمز أن يتحمل شهرة بهرام المتصاعدة، لذا جعله يشعر بالخزي والعار وأبعده عن صناع القرار في الإمبراطورية الساسانية بحجة أنه احتفظ ببعض الغنائم لنفسه. علاوة على ذلك، أرسل له هرمز سلسلة وخشبة المغزل ليبين أنه يعتبره عبدًا وضيعا جاحدًا للمعروف مثل المرأة. غضب بهرام الذي كان لا يزال في الشرق مع جيشه وتمرد على هرمز. يقول المستشرق ثيودور نولدكه أن تمرد بهرام جاء بعد هزيمته من قبل البيزنطيين. ومع ذلك، فقد أكد مصدر وُجد بعد عشر سنوات أن تمرد بهرام قد حدث في الحقيقة بينما كان لا يزال في الشرق.

## الثورة والتمرد
استاء بهرام من تصرفات هرمز الرابع الذي عزله من منصبه كقائد للجيش وقرر القيام بتمرد، تعتبر الثورة التي قام بها بهرام هي الأولى في التاريخ الساساني التي يتحدى فيها فرد من السلالة الفرثية (وهي السلالة التي ينتمي إليها بهرام) شرعية الأسرة الساسانية والقيام التمرد.

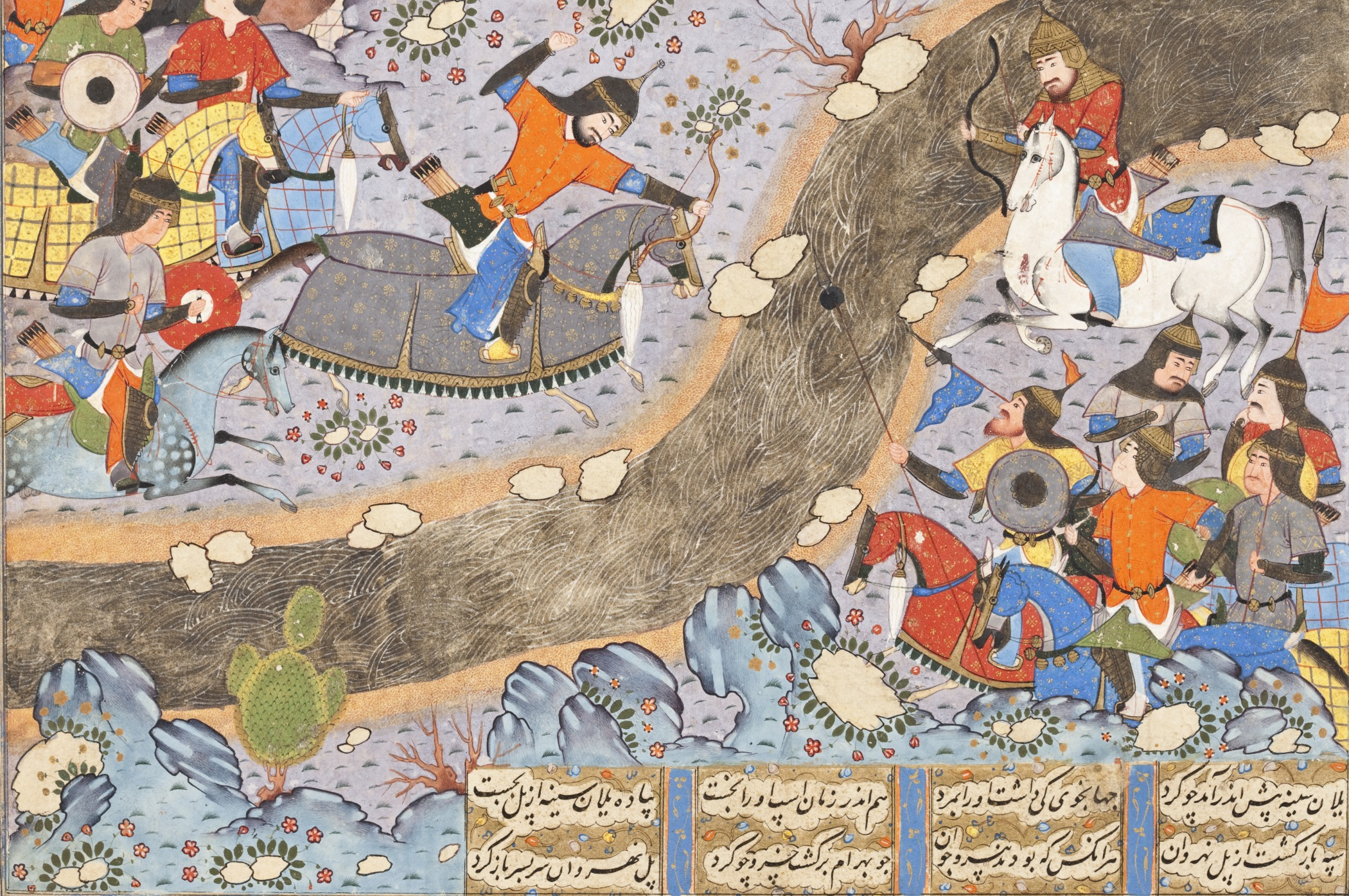
بهرام يحارب الساسانيين بالقرب من طسيفون.

وبسبب مكانته النبيلة وخبرته العسكرية الكبيرة، استطاع بهرام أن يضُم إلى هذا التمرد العديد من الجنود وغيرهم. قام هرمز الرابع بتعيين حاكم جديد لخراسان ثم اختيار مدينة طسيفون لتكون عاصمة الإمبراطورية الساسانية.
أرسل هرمز الرابع الوزير أزين غوشناسب لقمع التمرد، لكنه قُتل في همدان على يد أحد رجاله، ثم أُرسلت قوة أخرى بقيادة ساراميس الأكبر لإيقاف بهرام، ولكنه هزمه وداسه بالفيلة حتى الموت.  في هذه الأثناء، حاول هرمز أن يتصالح مع صهريه فيستهم وفندوييه اللذان كانا يكرهانه بنفس القدر. سُجن هرمزد بعد فترة وجيزة، بينما تمكن فيستهم من الفرار من قصر الملك. بعد فترة قصيرة من الزمن، حدث انقلاب في القصر بقيادة الأخوين فيستهم وفندوييه في طسيفون، حيث قاما بفقأ عيني هرمز الرابع وأفقداه بصره باستخدام إبرة ساخنة ثم القيام بتنصيب ابنه كسرى الثاني على العرش ولاحقا قتل الشقيقان هرمز. ومع ذلك، واصل بهرام مسيرته من الشرق إلى طسيفون، بدعوى الانتقام لهرمز والثأر لمقتله.
ومنذ اليوم الأول لتوليه عرش الإمبراطورية الساسانية، عمل كسرى الثاني بمبدأ العصا والجزرة، فقد كتب رسالة إلى بهرام جوبين، يؤكد فيها على حقه في اعتلاء العرش الساساني ويحذره قائلا: "من كسرى الثاني، ملوك الملوك، الحاكم على الحاكم، سيد الشعوب، أمير السلام، الرجل الصالح بين البشر مثل الآلهة، الحي إلى الأبد، الإله الموقر، المنتصر، الذي يشرق مع الشمس وينير الليل ببصره، الشخص المشهور من خلال أسلافه، إلى بهرام، لواء الإيرانيين، صديقنا... الذي استولى أيضًا على العرش الملكي بطريقة مشروعة ولم يخل بأي عادات إيرانية...... . لقد قررنا بحزم ألا نخلع الإكليل لدرجة أننا توقعنا أن نحكم على عوالم أخرى، إذا كان ذلك ممكنًا........ إذا كنت ترغب في العيش برفاهية، فكر فيما يجب القيام به.
تجاهل بهرام تحذير كسرى الثاني له، وبعد بضعة أيام وصل مع قواته إلى نهر النهروان بالقرب من طيسفون، حيث تصدى لهم رجال كسرى الثاني الذين كان عددهم أقل بكثير، وتمكنوا من إبعاد بهرام وقواته في عدة اشتباكات. ومع ذلك، بدأ جنود كسرى الثاني في النهاية يفقدون معنوياتهم، وفي النهاية هُزموا من قبل قوات بهرام. هرب كسرى الثاني مع أخواله الإثنين وزوجاته وحاشية من 30 من النبلاء إلى الأراضي البيزنطية، وسقطت طيسفون في يد بهرام وجنوده. أعلن بهرام نفسه ملكًا للملوك في صيف عام 590، مؤكداً أن الملك الساساني الأول أردشير الأول (حكم من 224 إلى 242) قد اغتصب عرش الإمبراطورية الفرثية، وأنه الآن يستعيد حكمهم.

## تولي الحكم
حاول بهرام أقناع الناس بأحقيته بالحكم عن طريق تذكيرهم بأحداث نهاية العالم التي وردت في الديانة الزرادشتية حيث قال أنه وبحلول نهاية الألفية الزرادشتية، ستحدث الفوضى والحروب المدمرة مع الهياطلة/ الهون والرومان ثم يظهر المنقذ (أو المخلص). كان بهرام قد تولى الحكم تقريبًا في نهاية الألفية الزرادشتية، مما جعل الكثيرين مقتنعين بأنه هو المخلص المنتظر واعتقدوا بأنه هو (كاي بهرام فارجافاند) المنقذ والمخلص الموعود المذكور في الزرادشتية.

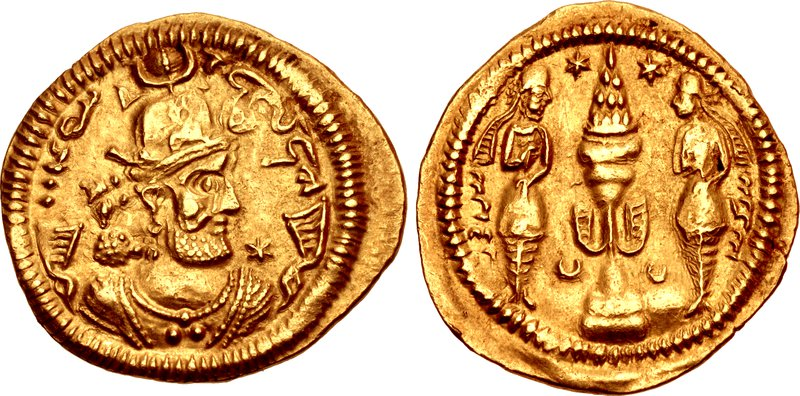
عملة ذهبية تظهر صورة بهرام ، عُثر عليها في شوشان

عمل بهرام على إعادة تأسيس الإمبراطورية الفرثية من أجل البدأ بألفية جديدة من حكم الأسرة الفرثية، فبدأ في صك العملات المعدنية، حيث ظهرت صورته على أحد وجوه القطعة المعدنية كرجل عظيم ملتحي ويرتدي تاجا مزركشا مع صورة لهلالين يحيطان به، بينما يظهر على الوجه الآخر للعملة المعدنية معبد النار التقليدي يحيط به أثنان من الكهنة. ومع ذلك كان العديد من النبلاء والكهنة في طيسفون قد اختاروا الوقوف إلى جانب كسرى الثاني عديم الخبرة والأقل سيطرة.
ومن أجل أن يلفت انتباه الإمبراطور البيزنطي موريكيوس (حكم من 582-602)، ذهب كسرى الثاني إلى سوريا، وأرسل رسالة إلى سكان مدينة مارتيروبوليس الساسانية المحتلة لكي يوقفوا مقاومتهم للبيزنطيين، ولكن دون جدوى. ثم بعث برسالة إلى الإمبراطور موريكيوس، وطلب منه مساعدته في استعادة العرش الساساني، فوافق الإمبراطور البيزنطي مقابل أن يستعيد البيزنطيون السيادة على مدن آمد وكارهاي ودارا ومارتيروبوليس. علاوة على ذلك، طَلب الإمبراطور من الساسانيين التوقف عن التدخل في شؤون أيبيريا وأرمينيا والتنازل عن السيطرة على منطقة لازيكا إلى البيزنطيين.
في عام 591، انتقل كسرى الثاني إلى كونستانتيا، واستعد لغزو الأراضي التي احتلها بهرام والواقعة في بلاد ما بين النهرين، بينما كان الشقيقان فندوييه وفيستهم (أخوال كسرى الثاني الموالين له) يحشدان جيشًا في أدرباداجان تحت مراقبة الجنرال البيزنطي جون ميستاكون الذي كان أيضًا يجهز جيشًا في أرمينيا. بعد مرور بعض الوقت، غزا كسرى الثاني مع الجنرال

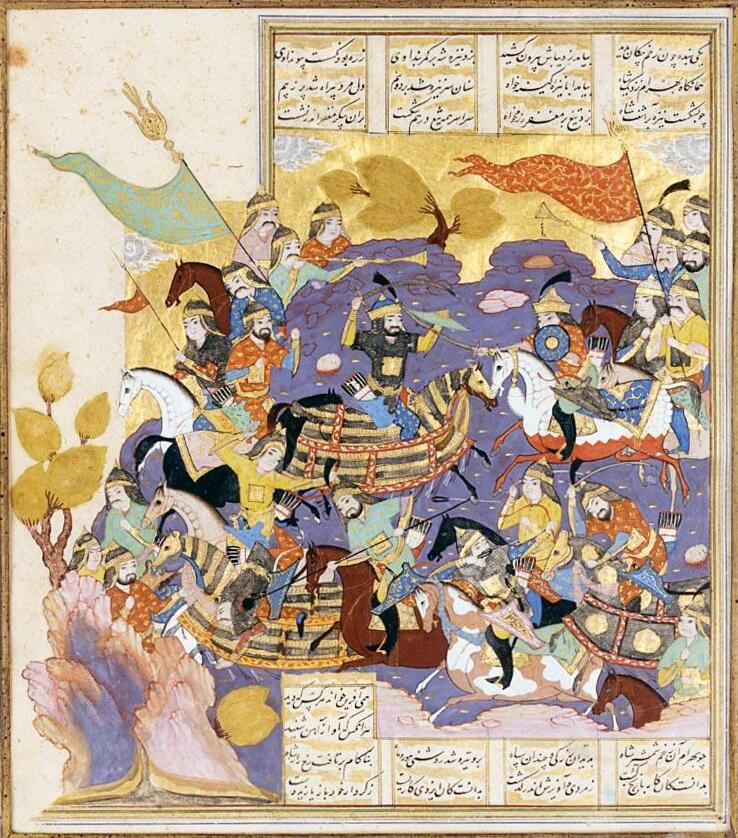
تصوير للمعركة بين قوات بهرام وكسرى الثاني.

كومينتيولوس (الذي كان قائد مقاطعة بيزنطية في الجنوب) بلاد ما بين النهرين. خلال هذا الغزو، انشق سكان مدينتي نصيبين ومارتيروبوليس عن بهرام وانضموا سريعًا إلى كسرى الثاني وكومينتيولوس، هُزم الزعيم زاتسبارهام الذي عينه بهرام وقتل. وأُلقي القبض على بريزاسيوس في الموصل وهو أحد قادة بهرام الآخر وقُطع أنفه وأذنيه، ثم إرسل بعد ذلك إلى كسرى الثاني حيث قُتل. ثم توغل كسرى الثاني مع الجنرال البيزنطي الآخر نارسيس في عمق أراضي بهرام، واستولى على مدينتي دارا وماردين، حيث أُعيد تنصيب كسرى الثاني ملكًا. بعد ذلك بوقت قصير، أرسل كسرى الثاني أحد أنصاره الإيرانيين (اسمه محبود) للاستيلاء على طسيفون، وهو ما تمكن من تحقيقه.
في الوقت نفسه، قامت قوة قوامها 8000 إيراني بقيادة الشقيقان فندوييه وفيستهم و12000 أرمني بقيادة موشيغ ماميكونيان الثاني بغزو مدينة أدرباداجان. حاول بهرام إيقاف هذا الهجوم بكتابة رسالة إلى موشيغ ماميكونيان الثاني، جاء فيها: «أما بالنسبة لكم أيها الأرمن الذين يظهرون ولاءاً في غير محله، ألم تدمر الأسرة الساسانية الحاكمة أرضكم وسيادتكم؟ وإلا لماذا تمرد آباؤكم ورفضوا خدمتهم ولا زالوا يقاتلون حتى اليوم من أجل بلادهم ؟»
تعهد بهرام في رسالته إلى موشيغ ماميكونيان الثاني بأن يصبح الأرمن شركاء في الإمبراطورية الإيرانية الجديدة التي تحكمها الأسرة الفرثية إذا قبل اقتراحه بخيانة كسرى الثاني. ومع ذلك، رفض موشيغ ماميكونيان الثاني هذا العرض.

## هروبه ومقتله
هُزم بهرام في معركة بلاراثون، مما أجبره على الفرار مع 4000 رجل باتجاه الشرق. ثم سار نحو نيسابور وفي طريقه هزم جيشًا كان يطارده بالإضافة إلى جيش آخر بقيادة أحد النبلاء الكارنيين في مدينة قوميس. ثم عبر نهر جيجون، حيث استقبله خاقان الأتراك (على الأرجح اسمه بيرمودا) بحفاوة واحترام، كان هذا الخاقان هو نفسه الأمير التركي الذي هزمه بهرام وأسره قبل بضع سنوات خلال حروبه ضد الأتراك. دخل بهرام في خدمة الخاقان التركي الذي عينه قائداً للجيش، وحقق المزيد من الإنجازات العسكرية هناك. أصبح بهرام شخصية ذات شعبية كبيرة بعد أن أنقذ الخاقان التركي من مؤامرة حرض عليها أخوه الأصغر بيغو . لم يكن كسرى الثاني يشعر بالأمان طالما بقي بهرام على قيد الحياة، لذا خطط لإغتياله وفي النهاية نجح في ذلك. قيل أن الاغتيال تم من خلال توزيع الهدايا والرشاوى على أفراد العائلة المالكة التركية ولا سيما الملكة. عاد من تبقى من أنصار بهرام إلى شمال إيران وانضموا إلى تمرد فيستهم (590 / 1-596 أو 594/5-600).